# Thomas Graals bästa barn
Thomas Graals bästa barn är en svensk komedifilm från 1918 i regi av Mauritz Stiller.

## Om filmen
Filmen är en direkt fortsättning av Thomas Graals bästa film från 1917, vilket betonades i filmens inledning. Den premiärvisades 21 oktober 1918 på biograf Röda Kvarn i Stockholm och gick tre veckor på premiärbiografen, något som vid den tiden var mycket ovanligt. 
Inspelningen skedde vid Svenska Biografteaterns ateljé på Lidingö och Röda Kvarns övre foajé med exteriörer från Lidingö kyrka och gator i Lärkstaden i Stockholm av Henrik Jaenzon. 

## Rollista (i urval)
- Victor Sjöström – Thomas Graal, författare
- Karin Molander – Bessie Douglas, senare Bessie Graal, Thomas fru
- Josef Fischer – Alexander Douglas, godsägare, Bessies far
- Jenny Tschernichin-Larsson – Clotilde Douglas, Bessies mor
- Axel Nilsson – John, tidigare herrskapet Douglas trotjänare, numera Thomas Graals betjänt
- Torsten Winge – Rudolf P., en berusad herre på gatan
- Gucken Cederborg – Thomas och Bessies kokerska
- Edvin Adolphson – bröllopsgäst i kyrkan
- Oscar Åberg – bröllopsgäst i kyrkan
- Wictor Hagman – bröllopsgäst i kyrkan
- Tor Weijden – bröllopsgäst i kyrkan och vid bröllopsmiddagen
- Hugo Björne – bröllopsgäst i kyrkan och vid bröllopsmiddagen
- Helge Kihlberg – bröllopsgäst i kyrkan och vid bröllopsmiddagen
- Julius Hälsig – gäst vid bröllopsmiddagen
- Carl Apoloff – gäst vid bröllopsmiddagen